# Eric McKenzie
Eric McKenzie (Kawerau, Bay of Plenty, 28 d'agost de 1958) és un ciclista neozelandès, que fou professional des del 1982 fins al 1986. Quan era amateur va participar en els Jocs de la Commonwealth del 1978 en tàndem

## Palmarès
- 1979
  - 1r al Tour de Southland
- 1987
  - Vencedor d'una etapa de la Sun Tour

### Resultats al Tour de França
- 1982. 87è de la classificació general
- 1983. Abandona (10a etapa)
- 1985. 127è de la classificació general
- 1986. Abandona (18a etapa)